# Vulkanisch gebied Taupo
Tussen White Island in het noordoosten van het Noordereiland van Nieuw-Zeeland en Mount Ruapehu in het midden ligt het Vulkanisch gebied Taupo (Engels:Taupo Volcanic Zone), waartoe ook de geothermische wonderen van Rotorua behoren. Het gebied is 350 km lang en 50 km breed. Door de ontmoeting van de Pacifische en de Indisch-Australische Plaat zijn hier de voorwaarden geschapen voor een van de meest actieve vulkanische regio's ter wereld. Onder de Taupo Volcanic Zone wordt de aardkorst in de aardmantel geduwd en tot magma omgesmolten. Dit magma bereikt om de paar duizend jaar de oppervlakte, wat onder meer tot de Taupomeer-eruptie van 186 n.Chr. heeft geleid. Hierbij werd puimsteen 50 km de lucht in geblazen.

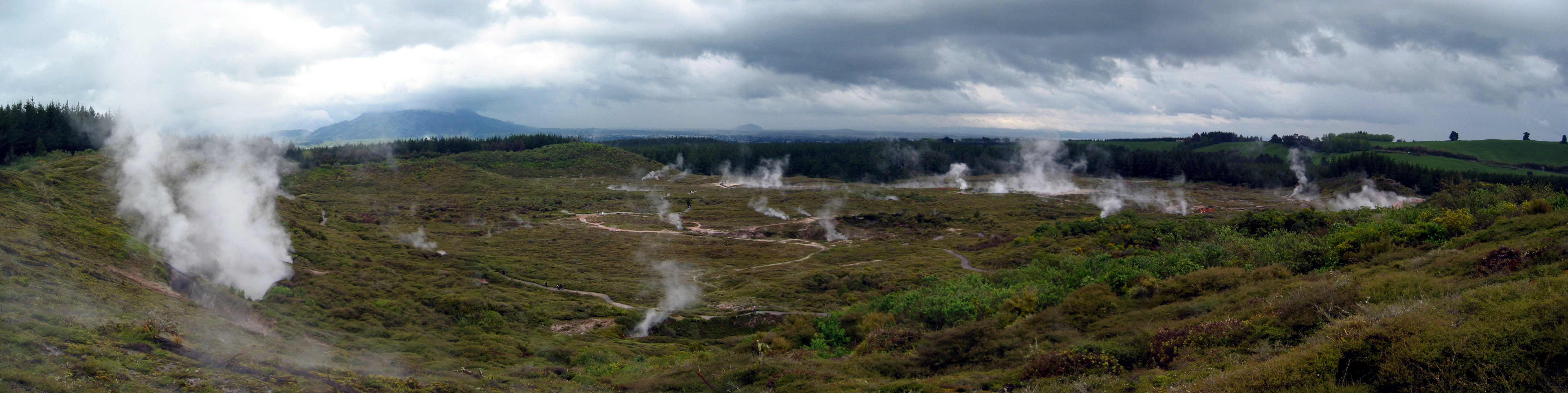
Craters of the Moon ten noorden van Taupo

In het gebied liggen onder meer:
- Mount Ruapehu
- Mount Ngarahoe
- White Island
- Mount Tarawera
- Taupomeer
- Whale